# Championnats du monde de cyclisme sur piste 1949
Navigation
Amsterdam 1948 Rocourt 1950
Les Championnats du monde de cyclisme sur piste 1949 ont eu lieu du 22 au 28 août au vélodrome d'Ordrup dans la banlieue de Copenhague, au Danemark.

## Résultats

### Podiums professionnels
| Compétition | Or                          | Argent                   | Bronze                  |
| ----------- | --------------------------- | ------------------------ | ----------------------- |
| Vitesse     | Reginald Harris Royaume-Uni | Jan Derksen Pays-Bas     | Arie van Vliet Pays-Bas |
| Poursuite   | Fausto Coppi Italie         | Lucien Gillen Luxembourg | Wim van Est Pays-Bas    |
| Demi-fond   | Elia Frosio Italie          | Jan Pronk Pays-Bas       | Raoul Lesueur France    |

### Podiums amateurs
| Compétition | Or                         | Argent                       | Bronze                    |
| ----------- | -------------------------- | ---------------------------- | ------------------------- |
| Vitesse     | Sydney Patterson Australie | Jacques Bellenger France     | Jack Heid (en) États-Unis |
| Poursuite   | Knud Andersen Danemark     | Cyril Cartwright Royaume-Uni | Aldo Gandini Italie       |

## Tableau des médailles
| Rang | Nation          | Or | Argent | Bronze | Total |
| ---- | --------------- | -- | ------ | ------ | ----- |
| 1    | Italie          | 2  | 0      | 1      | 3     |
| 2    | Grande-Bretagne | 1  | 1      | 0      | 2     |
| 3    | Australie       | 1  | 0      | 0      | 1     |
| -    | Danemark        | 1  | 0      | 0      | 1     |
| 5    | Pays-Bas        | 0  | 2      | 2      | 4     |
| 6    | France          | 0  | 1      | 1      | 2     |
| 7    | Luxembourg      | 0  | 1      | 0      | 1     |
| 8    | États-Unis      | 0  | 0      | 1      | 1     |

## Listes des engagés

### Vitesse amateurs
- France : Jacques Bellanger, Maurice Verdeun et Émile Lognay[1]
- États-Unis : Jack Heid (en)